# Lillstugutjärnen
Lillstugutjärnen är en sjö i Ljusdals kommun i Hälsingland och ingår i Ljusnans huvudavrinningsområde. Sjön har en area på 0,0776 kvadratkilometer och ligger 275 meter över havet. Sjön avvattnas av vattendraget Oppliån (Lövingsån).

## Delavrinningsområde
Lillstugutjärnen ingår i det delavrinningsområde (687643-149587) som SMHI kallar för Inloppet i Opplisjön. Medelhöjden är 299 meter över havet och ytan är 26,11 kvadratkilometer. Räknas de 4 avrinningsområdena uppströms in blir den ackumulerade arean 48,12 kvadratkilometer. Oppliån (Lövingsån) som avvattnar avrinningsområdet har biflödesordning 3, vilket innebär att vattnet flödar genom totalt 3 vattendrag innan det når havet efter 140 kilometer. Avrinningsområdet består mestadels av skog (82 procent). Avrinningsområdet har 0,16 kvadratkilometer vattenytor vilket ger det en sjöprocent på 0,3 procent.